# واکنش اشمیت
واکنش اشمیت(به انگلیسی: Schmidt reaction) یک نام واکنش در شیمی آلی است که طی آن یک گروه آلکیل از یک پیوند کربن-نیتروژن در یک آزید مهاجرت می‌کند. این واکنش با آزاد شدن نیتروژن همراه است و متناسب با نوع واکنش دهنده‌ها، نوع فراورده نیز متفاوت است. به عنوان مثال یک کربوکسیلیک اسید پس از تولید ماده واسط ایزوسیانات به یک آمین تبدیل می‌شود. همچنین کتون‌ها نیز تحت این واکنش به آمین تبدیل می‌شود.

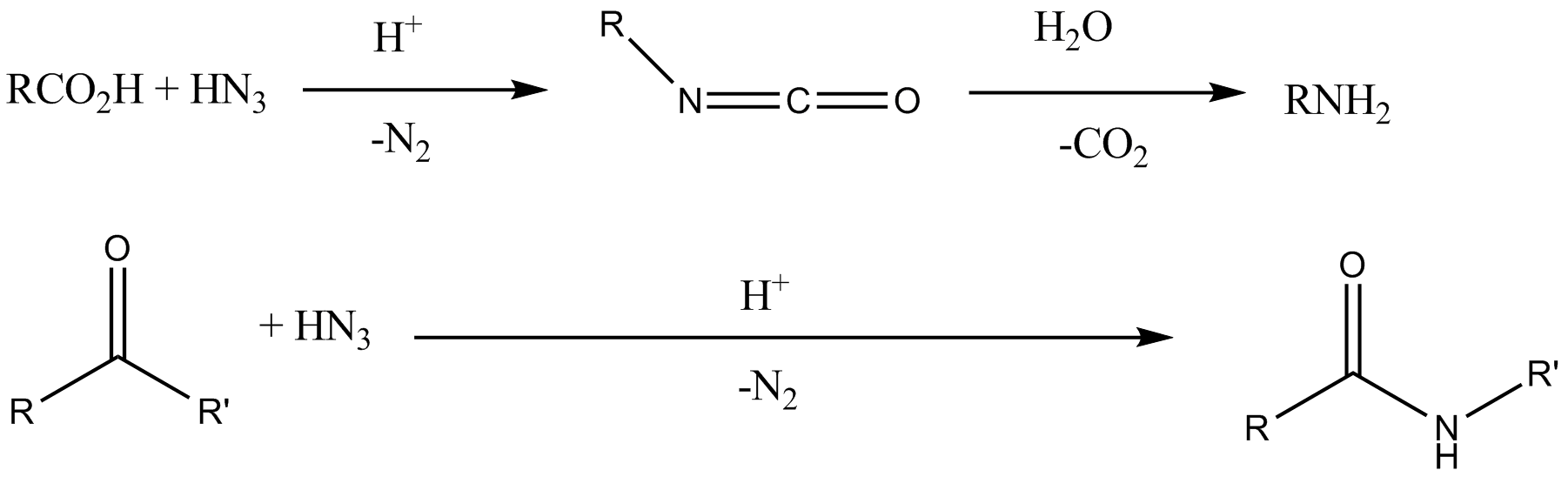
واکنش اشمیت

این واکنش توسط یک کاتالیزور از جنس پروتیک اسید-سولفوریک اسید یا یک اسید لوییس- انجام پذیر است. واکنش اشمیت نخستین بار توسط کارل فردریش اشمیت و در سال ۱۹۲۴ کشف گردید.